# Jaszkowa Górna
Jaszkowa Górna (deutsch: Oberhannsdorf; tschechisch Horní Henice) ist ein Ort in der  Landgemeinde Kłodzko im Powiat Kłodzki in der Wojewodschaft Niederschlesien in Polen. Es liegt sieben Kilometer südöstlich von Kłodzko (Glatz).

## Geographie
Jaszkowa Górna liegt am Hannsdorfer Wasser (Jaszkówka), einem rechten Nebenfluss der Glatzer Neiße. Östlich liegt das Reichensteiner Gebirge, westlich  der 425 m hohe Galgenberg (Wygon). Nachbarorte sind Gajek (Hain) im Norden, Droszków (Droschkau) im Südosten, Skrzynka (Heinzendorf) im Süden, Ołdrzychowice Kłodzkie (Ullersdorf) und Marcinów (Märzdorf) im Südwesten und Jaszkowa Dolna (Niederhannsdorf) im Nordwesten.

## Geschichte

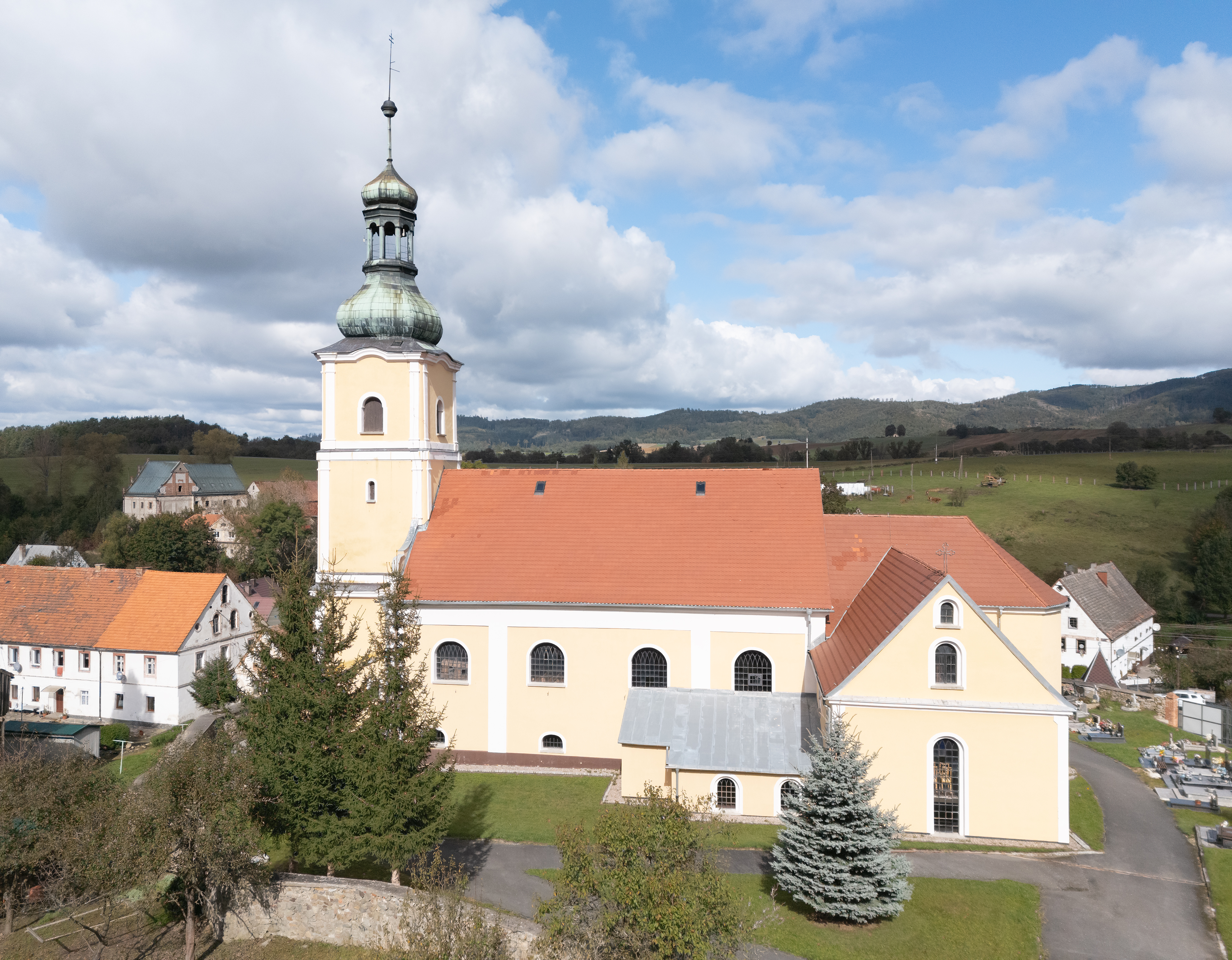
Pfarrkirche St. Nikolaus

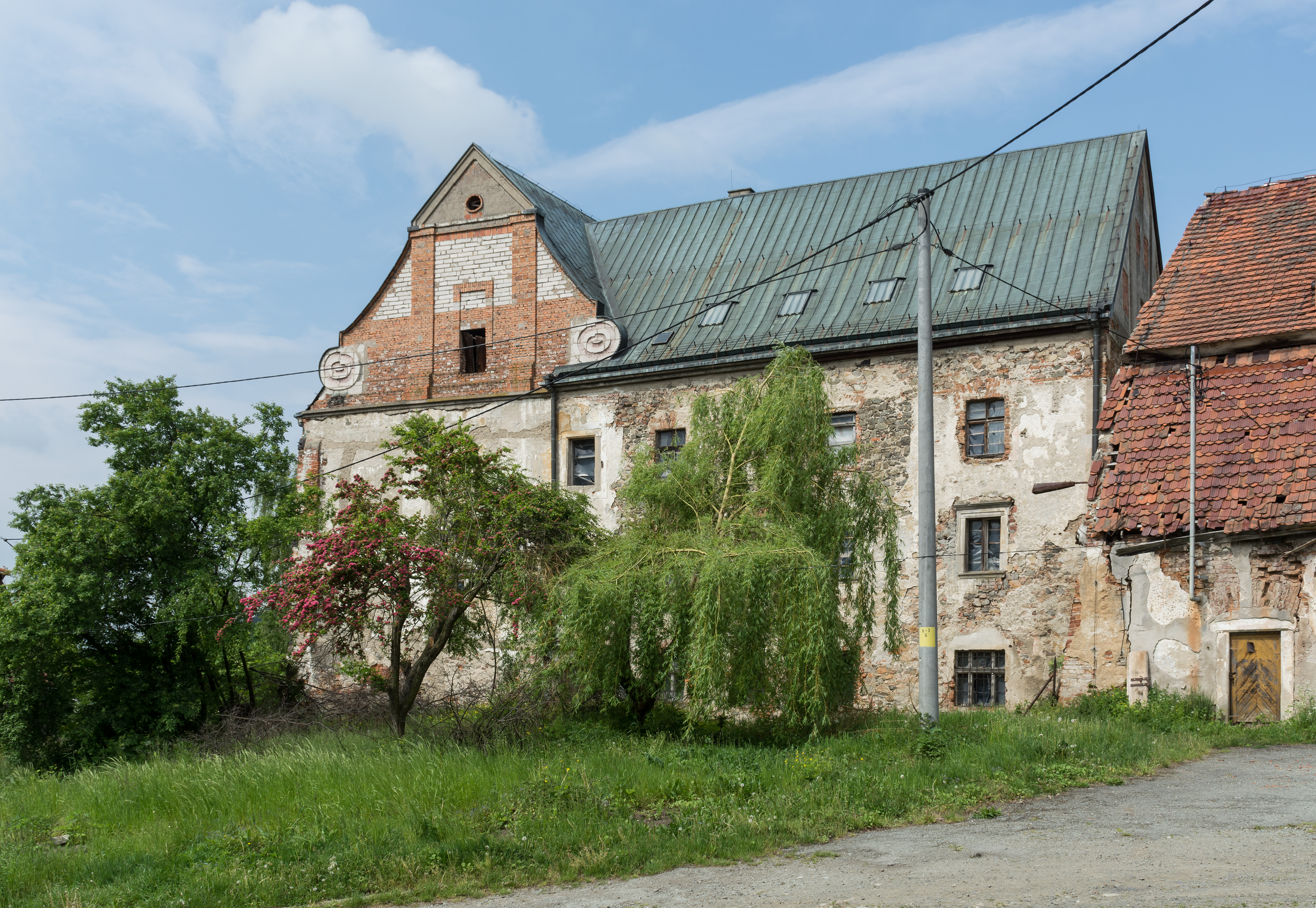
Renaissance-Schloss

Oberhannsdorf wurde erstmals 1324 erwähnt. Es wird in älteren Urkunden als „das oberste Hennigsdorf“ bzw. „Oberhanigsdorf“ und als lateinisch Henningi villa bezeichnet. Die für Ende des 14. Jahrhunderts nachgewiesene Kirche war zunächst Filiale von Niederhannsdorf. 1595 erhielt sie einen eigenen Pfarrer. Oberhannsdorf bestand aus mehreren Freibauernanteilen, einem Freirichtergut sowie dem Ober- und Niederhof, der später als „Schlosshof“ bezeichnet wurde. Der Niederhof war ein Rittersitz, der zunächst aus mehreren Lehen bestand, die zumeist verschiedene Besitzer hatten, u. a. die Familien von der Sterz, Zenebus, Hering, Schaffgotsch und Betsch von Falkenau. 1499 eignete den Niederhof der Glatzer Burggraf Hans Daniel von Hennigsdorf, der auch das Freirichtergut erwarb und mit dem Niederhof zu einem Hauptgut verband. Er hatte die vier Söhne Sigismund, Hans, Joachim und Heinrich, der sich mit Hedwig von Domanze vermählte. Deren einziger Sohn Georg Daniel starb 1578 ohne männliche Nachkommen, so dass seine Güter als erledigtes Lehen durch Heimfall an den böhmischen Landesherrn Rudolf II. fielen, der auch den Titel eines Grafen von Glatz führte. Dieser verkaufte 1579 die Dörfer Ober- und Niederhannsdorf seinem Sekretär David Kober und versetzte die Besitzungen gleichzeitig ins Erbe. 1587 gelangte die Stadt Glatz an die Besitzungen, die sie 1631 wegen Überschuldung an mehrere Gläubiger übertragen musste. 1634 kam das Hauptgut an den Oberamtsrat Balthasar Franz von Edelstein, der es 1660 seinem Sohn Johann Gottfried vererbte. 1669 veräußerte dieser den Niederhof der Herzogin Maria Benigna Franziska von Sachsen-Lauenburg, Witwe des kaiserlichen Generals Ottavio Piccolomini auf Náchod. 1696 ersteigerte Reichsgraf Johann Ernst von Götzen das verschuldete Gut, von dem es 1707 auf seinen Sohn Franz Anton von Götzen überging. Dieser erbte 1716 von seiner Tante Maria Elisabeth von Götzen, verwitwete Freiin von Sedlnitzky von Choltitz Niedermärzdorf und erwarb 1724 das Freibauerngut in Niederhannsdorf. Diese beiden Güter vereinte er mit der Herrschaft Oberhannsdorf. Nachdem sein Sohn Johann Joseph von Götzen 1771 ohne Nachkommen starb, fielen die Besitzungen zunächst an seine drei Schwestern und 1780 an den Neffen Anton Alexander von Magnis auf Eckersdorf, bei dessen Nachkommen die Besitzungen bis  zur Enteignung 1945 verblieben.
Nach dem Ersten Schlesischen Krieg 1742 und endgültig mit dem Hubertusburger Frieden 1763 fiel Oberhannsdorf zusammen mit der Grafschaft Glatz an Preußen. Für das Jahr 1798 sind nachgewiesen: eine Pfarrkirche, ein Pfarrhaus, eine Schule, ein herrschaftliches Wohngebäude, ein Vorwerk, ein Kretscham, vier Mühlen, ein Freigut, drei Freibauerngüter, 51 Bauern sowie 150 Gärtner und Häusler. An Handwerkern waren vertreten: je ein Fleischer, Bäcker, Schuhmacher, Schreiner, Schmied, Böttcher und Stellmacher. Die Einwohnerzahl betrug 1500, die Anzahl der Häuser 223. Zu dieser Zeit gehörten zur Herrschaft Oberhannsdorf die Dörfer Oberhannsdorf, Neudeck, das Kalte Vorwerk, Hain und Märzdorf sowie Anteile von Eisersdorf und Niederhannsdorf.
Während des Vierten Koalitionskrieges kam es 1806–1807 bei Oberhannsdorf zu Gefechten, an denen das Königlich Bayerische Chevaulegersregiment beteiligt war.
Nach der Neugliederung Preußens gehörte Oberhannsdorf ab 1815 zur Provinz Schlesien und wurde 1816 dem Landkreis Glatz eingegliedert, mit dem es bis 1945 verbunden blieb. 1874 wurde der Amtsbezirk Oberhannsdorf gebildet, zu dem die Landgemeinden Droschkau, Neudeck und Ober Hannsdorf sowie die Gutsbezirke Neudeck und Ober Hannsdorf gehörten. 1939 betrug die Einwohnerzahl 1404.
Als Folge des Zweiten Weltkriegs fiel Oberhannsdorf 1945 mit dem größten Teil Schlesiens an Polen. Nachfolgend wurde es in Jaszkowa Górna umbenannt. Die deutsche Bevölkerung wurde – soweit sie nicht schon vorher geflohen war – vertrieben. Die neu angesiedelten Bewohner waren teilweise Zwangsumgesiedelte aus Ostpolen, das an die Sowjetunion gefallen war. 1975–1998 gehörte Jaszkowa Górna zur Woiwodschaft Wałbrzych (Waldenburg).

## Sehenswürdigkeiten
- Die Pfarrkirche St. Nikolaus (Kościół Św. Mikołaja) wurde erstmals 1380 erwähnt. 1558 wurde sie neu errichtet und 1777 barockisiert. Sie enthält u. a. eine gotische Skulptur der Muttergottes mit Kind aus dem 15. Jahrhundert und eine Maria Immaculata aus der ersten Hälfte des 18. Jahrhunderts sowie zwei Epitaphien von 1579 und 1600. Die Kirche ist von einer Mauer umgeben.
- Den Zugang zur Kirche bildet ein Torbau von 1706, in dem sich eine Kapelle mit freskiertem Gewölbe befindet. Die Figur der Anna selbdritt stammt aus dem 18. Jahrhundert.
- Das Schloss Oberhannsdorf wurde erstmals 1499 erwähnt. Der ältere Teil wurde 1521 als Wohnturm errichtet, das angebaute Wohngebäude entstand 1570–1576. Zu dem Ensemble gehören: ein Pferdestall aus der ersten Hälfte 17. Jahrhundert, im 18. Jahrhundert umgebaut, eine Schmiede, aus der 1. Hälfte des 19. Jahrhunderts, ein Getreidespeicher von 1843, ein Schafstall (derzeit Lagerhaus) von 1849, ein zweiter Schafstall (derzeit Kuhstall) von 1843. Es befindet sich in einem schlechten baulichen Zustand.
- Kapelle an der Straße nach Droszków mit einer bemalten Pietà.

## Persönlichkeiten
- Georg Amft (1873–1937), Komponist und Musiklehrer
- Heinrich Seppelt (* 27. Juli 1940), Politiker (CDU)
- Heinrich Wagner (1945–2024), Historiker